# Campagna di Kép
La campagna di Kép 2-15 ottobre 1884 fu un'importante campagna nel Tonchino che ebbe luogo durante i mesi iniziali della guerra franco-cinese (agosto 1884-aprile 1885). Una forza di poco meno di 3000 soldati francesi al comando del generale François de Négrier sconfisse l'invasione cinese del delta del fiume Rosso lanciata dall'Esercito del Guangxi di Pan Dingxin in tre successivi scontri a Lâm (6 ottobre 1884), Kép (8 ottobre 1884) e Chũ (10-11 ottobre 1884).

## Contesto
Nella primavera del 1884 il Corpo di spedizione del Tonchino, al comando del generale Charles-Théodore Millot, sbaragliò l'esercito cinese del Guangxi nella campagna di Bắc Ninh (febbraio 1884) e completò la conquista francese del delta del fiume Rosso catturando Hưng Hóa (aprile 1884), Thái Nguyên (maggio 1884) e Tuyên Quang (giugno 1884). Le speranze di una rapida pace con la Cina furono però infrante il 23 giugno 1884 dall'imboscata di Bắc Lệ, in cui una colonna francese che avanzava per occupare Lạng Sơn ed altre città di confine fu attaccata presso Bắc Lệ da un distaccamento dell'esercito del Guangxi. Il 23 agosto 1884, in seguito alla rottura dei negoziati per risolvere la crisi tra Francia e Cina, l'ammiraglio Amédée Courbet distrusse la Flotta del Fujian cinese nella battaglia di Fuzhou, dando inizio alla guerra franco-cinese (agosto 1884 all'aprile 1885). Per vendicare la sconfitta di Fuzhou, l'imperatrice reggente Cixi ordinò ai comandanti degli eserciti del Guangxi e dello Yunnan di avanzare nel Tonchino, sconfiggere le forze francesi, in inferiorità numerica, riconquistare Bắc Ninh e occupare Hanoi.
Il generale Millot, che versava in cattive condizioni di salute, si dimise da generale in capo del Corpo di spedizione del Tonchino all'inizio di settembre 1884 e fu sostituito dal generale Louis Brière de l'Isle, il più anziano dei suoi due comandanti di brigata. Il primo compito di Brière de l'Isle fu quello di respingere una grande invasione cinese del delta del fiume Rosso. Alla fine di settembre del 1884, grandi distaccamenti dell'esercito del Guangxi avanzarono da Lạng Sơn e penetrarono nella valle del fiume Lục Nam, palesando la loro presenza il 2 ottobre 1884 con un'imboscata a due cannoniere francesi della Flottiglia del Tonchino, lo Hache e il Massue. Anche se le perdite francesi durante l'imboscata furono relativamente alte (1 ufficiale ucciso e 32 uomini feriti), l'attacco privò i cinesi del fattore sorpresa. Le successive ricognizioni francesi identificarono tre principali concentrazioni di truppe cinesi: l'ala destra cinese era schierata intorno al villaggio di Kép sulla Strada del Mandarino, il centro cinese era a Bao Loc e l'ala sinistra cinese era a Chu, nell'alta valle del fiume Lục Nam. Brière de l'Isle agì immediatamente, inviando il generale de Négrier nella valle del Lục Nam con quasi 3000 soldati a bordo di alcune navi della Flottiglia del Tonchino. La missione di de Négrier era quella di attaccare e sconfiggere i distaccamenti cinesi prima che potessero concentrarsi.

## La campagna di Kép

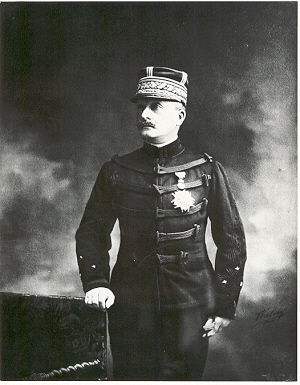
Il generale François Oscar de Négrier (1842-1913)

### Forze francesi
Il comando di De Négrier comprendeva unità della 1ª e della 2ª brigata del Corpo di spedizione del Tonchino. La prima colonna, al comando del tenente colonnello Donnier, comprendeva due compagnie del 143º battaglione di linea (capitani Cuvellier e Fraissynaud), due compagnie del 2º battaglione della Legione straniera di Diguet (capitani Beynet e Bolgert), 50 fucilieri tonchinesi (sottotenente Bataille) e una sezione della batteria di artiglieria di de Saxcé. La seconda colonna era composta dal 3º battaglione dello chef de bataillon Mibielle, dal 3º reggimento di fucilieri algerini (tenente Martineau e capitani Chirouze, Polère e Valet) e dalla batteria di Jourdy. La terza e più numerosa colonna, sotto il comando diretto di de Négrier, era composta da tutte e quattro le compagnie del 111º battaglione di linea (capitani Planté, Venturini, Mailhat e Verdun), da tre compagnie del 23º battaglione di linea (capitani Gignoux, Gayon e Pécoul), dalle restanti due compagnie del 143º battaglione di linea (capitani Barbier e Dautelle) e dalle batterie di artiglieria di Roussel e de Saxcé.

### Forze cinesi
L'Esercito del Guangxi era sotto il comando dei generali Wang Debang e Pan Dingxin, che avevano entrambi contribuito alla sconfitta della colonna del tenente colonnello Alphonse Dugenne nel giugno 1884 nell'imboscata di Bắc Lệ. L'ala sinistra dell'esercito, a Chũ, era sotto il comando di Su Yuanchun (蘇元春) e di Chen Jia (陳嘉), l'ala destra, a Kép, era sotto il comando di Fang Yusheng (方友升) e di Zhou Shouchang (周壽昌).

### Strategia francese
De Négrier intendeva sfruttare la mobilità offerta dalle cannoniere francesi per spostare rapidamente le truppe da un punto all'altro, consentendogli di concentrarsi a turno contro le ali separate dell'Esercito del Guangxi. Mentre la colonna del tenente colonnello Donnier tratteneva l'ala sinistra cinese davanti a Chũ, dove i cinesi avevano costruito un grande campo trincerato, e la colonna di de Mibielle osservava i movimenti del centro cinese, de Négrier avrebbe attaccato e sconfitto con il grosso delle sue forze l'ala destra cinese a Kép. Una vittoria a Kép gli avrebbe permesso di raggiungere Donnier davanti a Chũ con le altre due colonne, e questa concentrazione avrebbe costretto l'ala sinistra cinese a combattere per Chũ o a ritirarsi.
Anche se il piano francese ebbe successo, non tutto andò secondo i piani. Il 6 ottobre 1884 Donnier riuscì a stabilire una testa di ponte a Lâm, vicino alle difese dell'Esercito del Guangxi a Chũ, e l'8 ottobre 1884 de Négrier inflisse una sanguinosa sconfitta all'ala destra dell'esercito del Guangxi a Kép. Il 9 ottobre 1884 la colonna di de Mibielle si unì a Donnier davanti a Chũ. Il 10 ottobre 1884 la colonna di de Négrier lasciò Kép e tornò a Phủ Lạng Thương (attuale Bắc Giang), dove una flottiglia di cannoniere era in attesa di traghettare gli uomini lungo il fiume Lục Nam per raggiungere Donnier e de Mibielle davanti a Chũ e così completare il concentramento francese per la fase finale della campagna.
A questo punto a Donnier non restava che attendere pazientemente l'arrivo di de Négrier. Il 10 ottobre 1884, tuttavia, la sua colonna fu coinvolta in una impegantiva e prematura battaglia di due giorni a Chũ con l'ala sinistra dell'Esercito del Guangxi. Donnier vinse la battaglia e il 13 ottobre 1884 de Négrier si unì a lui con la colonna di Kép e iniziò a perlustrare le difese dell'esercito del Guangxi intorno a Chũ, in preparazione di un assalto da parte delle forze francesi unite. L'attacco non fu mai sferrato. I cinesi, scoraggiati dalle pesanti perdite subite il 10 e l'11 ottobre 1884 e dalla sconfitta dei loro compagni a Kép l'8 ottobre 1884, abbandonarono il campo trincerato di Chũ il 19 ottobre 1884 e ripiegarono su Bắc Lệ e Dong Song, per proteggere le vie d'accesso a Lạng Sơn.

## Gli scontri a Lam, Kép and Chu

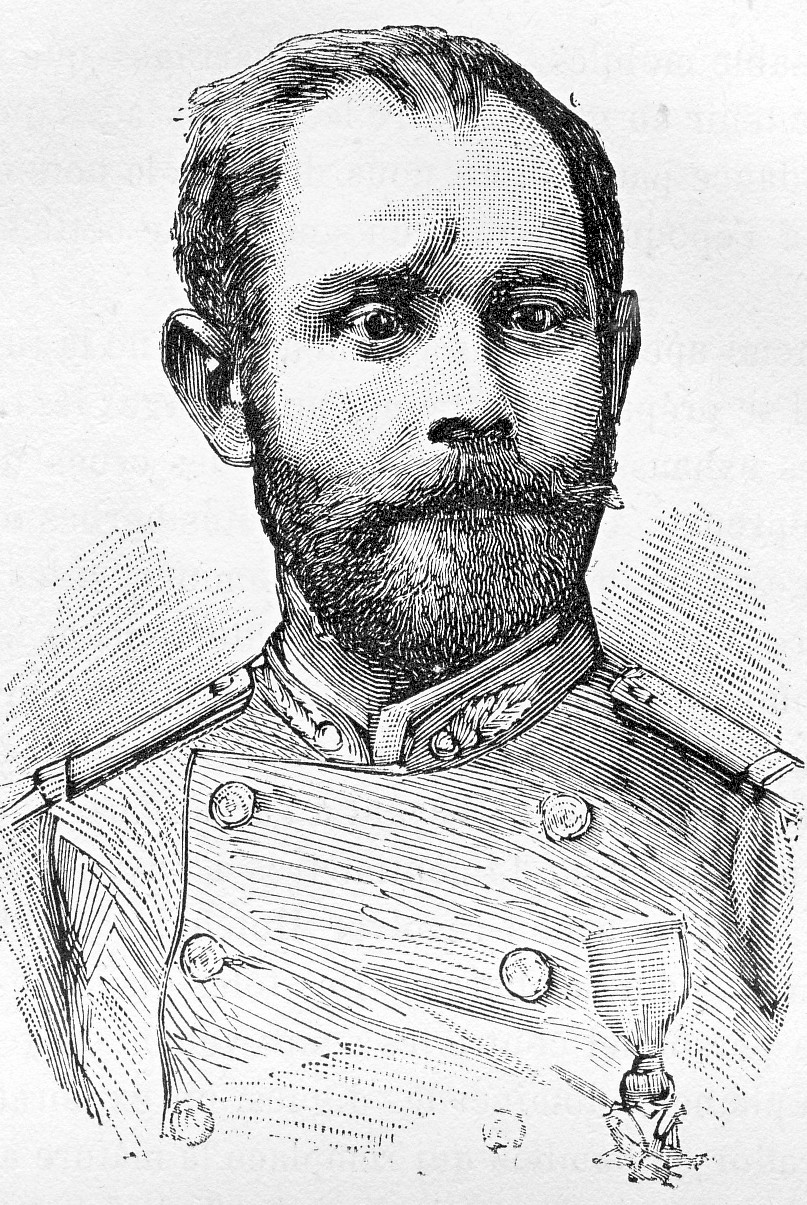
Lieutenant-Colonel Donnier

A Lâm, il 6 ottobre 1884, la colonna di Donnier fu traghettata rapidamente lungo il fiume Lục Nam su giunche rimorchiate dalle cannoniere Hache, Éclair e Massue e dai rimorchiatori Phủ Lý e Tra Ly, e sbarcò di fronte al forte cinese di Chũ per conquistare i villaggi di Lâm e Tray Dam. I cinesi affrontarono immediatamente i francesi, che si schierarono in una linea a "L" intorno a Lâm e combatterono disperatamente per tenere la loro precaria testa di ponte. Nella fase culminante della battaglia, i cinesi sfondarono il centro francese, spazzando via i fucilieri tonchinesi di Bataille e parte della compagnia della Legione di Beynet, ma l'arrivo tempestivo dei rinforzi francesi permise a Donnier di richiudere il varco nella sua linea, contrattaccare e respingere i cinesi. Le perdite francesi a Lâm furono di 12 morti e 27 feriti. I cinesi lasciarono più di 100 cadaveri sul campo di battaglia e i francesi stimarono le loro perdite totali tra i 300 e i 400 uomini.
A Kép, l'8 ottobre 1884, de Négrier sconfisse il corpo principale dell'Esercito del Guangxi in un sanguinoso scontro. La battaglia fu caratterizzata da aspri combattimenti ravvicinati tra le truppe francesi e quelle cinesi e i soldati di de Négrier subirono pesanti perdite nell'assalto al villaggio fortificato di Kép. Dopo la battaglia i vincitori fucilarono o uccisero a colpi di baionetta decine di soldati cinesi feriti. I resoconti delle atrocità francesi a Kép scioccarono l'opinione pubblica europea. In effetti, durante la guerra franco-cinese, entrambe le parti fecero raramente prigionieri e i francesi rimasero scioccati dall'abitudine cinese di pagare una taglia per le teste francesi mozzate. Le perdite francesi a Kép furono di 32 morti e 61 feriti. I francesi stimarono le perdite cinesi in 1600 morti (inclusa l'intera guarnigione cinese di Kép) e circa 2000 feriti.
A Chũ, il 10 ottobre 1884, una scaramuccia mattutina tra avamposti, provocata da un ufficiale della Legione Straniera troppo zelante, il capitano Cuvellier, degenerò in una battaglia pomeridiana su larga scala, durante la quale la testa di ponte di Donnier a Tray Dam fu violentemente attaccata dai cinesi. Alla fine i francesi respinsero gli attacchi cinesi, anche se il loro fuoco di fucileria fu meno efficace del solito. Molte delle munizioni francesi, immagazzinate con negligenza durante il caldo e l'umidità dell'estate vietnamita, erano diventate troppo umide per sparare, e un'unità francese ebbe un tasso mancata accensione delle cariche del 50%. Fortunatamente per i francesi, i cinesi non si avvicinarono mai abbastanza per approfittare della loro vulnerabilità. La notte del 10 ottobre 1884 Donnier ordinò di scavare trincee per proteggere le vie d'accesso a Tray Dam. I cinesi ripresero la battaglia la mattina dell'11 ottobre 1884, ammassando le loro forze per attaccare l'ala destra di Donnier. L'attacco non ebbe alcuna possibilità di successo. I francesi e gli algerini, al riparo nelle loro trincee, avevano fatto asciugare la polvere da sparo al caldo sole mattutino. Le raffiche francesi, concentrate e precise, inflissero pesanti perdite alle fitte colonne d'attacco cinesi e alla fine le misero in fuga. Dopo il fallimento di questo attacco, i cinesi interruppero la battaglia. Donnier si accontentò di mantenere le sue posizioni fino a quando de Négrier lo raggiunse con la colonna di Kép, il 13 ottobre 1884. Le perdite francesi a Chũ furono di 21 morti e 92 feriti.

## Significato
Sulla scia di queste vittorie francesi, i cinesi ripiegarono su Bắc Lệ e Dong Song, mentre de Négrier stabilì a Kép e Chũ importanti posizioni avanzate, che minacciavano la base dell'Esercito del Guangxi a Lạng Sơn. Nel gennaio 1885 i francesi concentrarono 7200 soldati e 4500 coolie a Chũ, in previsione di una grande campagna per conquistare Lạng Sơn. La campagna di Kép fu un essenziale presupposto della campagna di Lạng Sơn del febbraio 1885, durante la quale il Corpo di spedizione del Tonchino catturò Lạng Sơn e ricacciò l'esercito del Guangxi fuori dal Tonchino e oltre il confine cinese.